# Rail Polska
Rail Polska Sp. z o.o. – polski przewoźnik kolejowy. Spółka należy do amerykańskiego holdingu Rail World, który jest własnością przedsiębiorcy Edwarda Burkhardta.

## Historia
Rail World pojawiła się w Polsce po raz pierwszy w 1999 r. z zamiarem udziału w prywatyzacji Polskich Kolei Państwowych. Spółka interesowała się wówczas zakupem od Skarbu Państwa Linii Hutniczo-Siarkowej. Holding chciał bowiem uczestniczyć w tranzycie pomiędzy krajami Europy Zachodniej i Europy Wschodniej z wykorzystaniem linii szerokotorowych. Brak odpowiednich unormowań prawnych oraz rezygnacja rządu z planów prywatyzacji PKP skutecznie zahamowały te zapędy. Mimo porażki w próbie zakupu LHS, spółka nie wycofała się jednak z rynku polskiego i jeszcze w tym samym roku powołała do życia przedsiębiorstwo Rail Polska.

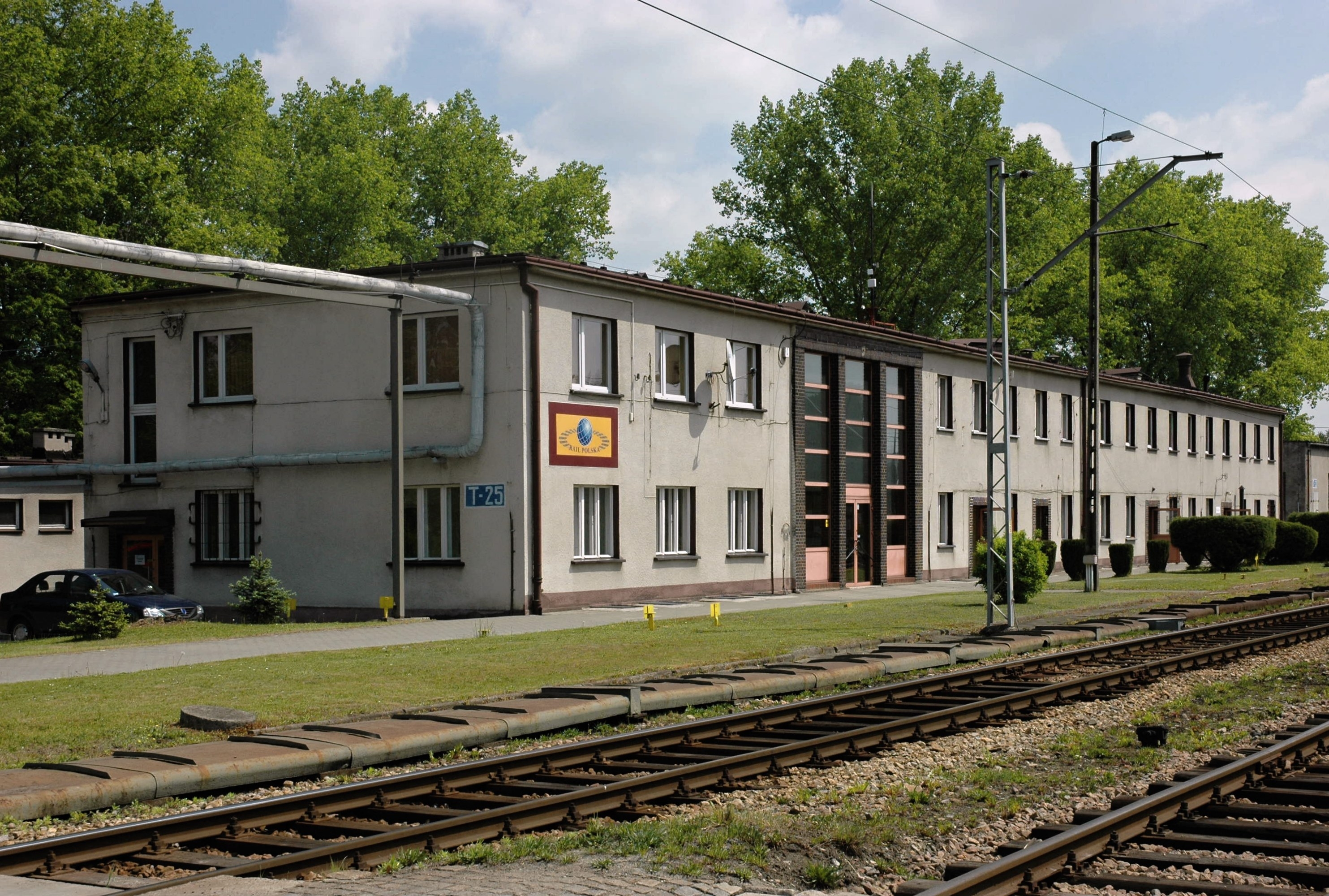
Siedziba Regionu Południe we Włosienicy

W 2003 r. spółka Rail Polska zakupiła dwie firmy usługowe: Zec Trans (firma obsługująca bocznice kolejowe Zespołu Elektrociepłowni Wrocławskich Kogeneracja) i Kolex (firma obsługująca bocznicę kolejową Zakładów Chemicznych Dwory), które jako jedne z pierwszych prywatnych przedsiębiorstw uzyskały licencję na przewozy kolejowe i wynajem taboru kolejowego na terenie Polski.
W 2004 r. ukształtowała się obecna struktury firmy. Rail Polska połączyła się bowiem formalne z Zec Trans i Kolex w jedną spółkę, a dotychczasowi dwaj niezależni przewoźnicy zostali przekształceni w dwa zakłady Rail Polska Region Południe i Rail Polska Region Dolny Śląsk.

## Charakterystyka
Rail Polska świadczy usługi przewozowe transportem kolejowym. Realizuje przewozy całopociągowe towarów masowych oraz przewozy z przekroczoną skrajnią. Zajmuje się pełną obsługą bocznic kolejowych i formowaniem składów pociągowych. Wydzierżawia lokomotywy, wagony i cysterny. Zajmuje się naprawą i modernizacją taboru kolejowego.
W ramach firmy działają cztery jednostki organizacyjne: Zakład Przewozów Kolejowych, Zakład Taboru Kolejowego, Region Południe i Region Dolny Śląsk. Zakład Przewozów Kolejowych świadczy usługi przewozowe z wykorzystaniem własnego taboru kolejowego; Zakład Taboru Kolejowego zajmuje się bieżącą obsługą, przeglądami i naprawami; Region Południe, powstały na bazie majątku firmy Kolex, zajmuje się obsługą bocznicy kolejowej we Włosienicy; Region Dolny Śląsk, powstały na bazie majątku firmy Zec Trans, zajmuje się obsługą bocznic kolejowych we Wrocławiu i Siechnicach oraz dystrybucją paliw.

## Tabor
Podstawowy tabor Rail Polska stanowią lokomotywy spalinowe M62 i M62M. Te lokomotywy pochodzą głównie z zakupów firmy poczynionych na początku XXI wieku w: Niemczech, Czechach i w Estonii. Ponadto spółka wykorzystuje lokomotywy elektryczne ET13, 201Eo i lokomotywy manewrowe: TEM2, SM42, SM30 oraz SM32. W 2017 spółka dokonała modernizacji lokomotywy M62 na lokomotywę elektryczną 207E i w 2019 wprowadziła ją do eksploatacji.
Spółka posiada również własne: wagony węglarki, wagony samowyładowcze, wagony cysterny, wagony techniczne, dźwigi kolejowe, podbijarki torowe, drezyny motorowe i wagony specjalistyczne.
Od końca 2003 r. rozpoczęto wprowadzanie malowania lokomotyw na wzór amerykańskiej kolei Wisconsin Central, w kolorze bordowoczerwonym z szerokim żółtym pasem dookoła, na którym umieszczono czerwony napis RAIL POLSKA (najpierw na lokomotywie TEM2-249).

### Zakład Taboru Kolejowego Rail - Polska Oleśnica
Przedsiębiorstwo zajmuje się:
- Utrzymaniem taboru na wszystkich poziomach(P1-P5)
- Naprawą zbiorników i armatury cystern
- Budowa lokomotyw 207E – EDGAR (modernizacja lokomotyw ŁTZ M62[5]